# Martinet de Vaux
Chaetura vauxi
Espèce
Statut de conservation UICN

 LC  : Préoccupation mineure
Le Martinet de Vaux, au Canada aussi Martinet sylvestre ou Martinet de l'Ouest (Chaetura vauxi) est une espèce d'oiseaux de la famille des Apodidae. Son nom rend hommage au minéralogiste américain, William Sansom Vaux, ami de John Kirk Townsend.

## Description
Sa taille est petite comparée à d'autres espèces similaires : 10,7 à 11,2 cm de long pour un poids de 18 grammes.

La couronne, l'arrière du cou, le dos et les ailes sont brun-noirâtre très légèrement verdâtre brillant. La croupe et la couverture caudale sont brun-grisâtre. Les lores sont noirs profonds. La gorge et le front sont gris-brunâtre léger à blanc-grisâtre. La partie inférieure est brun-grisâtre avec le dessous de la couverture alaire un peu plus noir.

## Répartition

Carte de répartition
Aire de nidification
Voie migratoire
Présent à l'année

Son aire de répartition s'étend sur une grande partie de l'Amérique du Nord et de l'Amérique centrale : on le rencontre principalement dans les montagnes allant du sud de l'Alaska à la Sierra Nevada en Californie, et du sud du Mexique à l'est du Panamá et au nord du Venezuela.

## Nidification
Il construit son nid dans une cavité, un trou dans un arbre ou dans une falaise par exemple. Il pond en moyenne trois œufs entre mars et juillet. Il vit en colonie d'une trentaine d'individus ou plus et côtoie d'autres espèces de martinets.

## Alimentation
Il se nourrit en vol d'insectes.

## Sous-espèces
Selon la classification de référence du Congrès ornithologique international (15.1, 2025) il se répartit en sept sous-espèces (ordre phylogénique) :
- Chaetura vauxi vauxi (Townsend, JK, 1839) ;
- Chaetura vauxi tamaulipensis Sutton, 1941 ;
- Chaetura vauxi warneri Phillips, AR, 1966
- Chaetura vauxi richmondi Ridgway, 1910 ;
- Chaetura vauxi gaumeri Lawrence, 1882 — péninsule du Yucatán et Cozumel ;
- Chaetura vauxi ochropygia Aldrich (en), 1937 ;
- Chaetura vauxi aphanes Wetmore & Phelps Jr, 1956.